# 傑拉爾多·阿爾克明
傑拉爾多·若澤·羅德里格斯·阿爾克明·菲略（葡萄牙語：Geraldo José Rodrigues Alckmin Filho；1952年11月7日—），通稱傑拉爾多·阿爾克明，是巴西政治人物，巴西第26任副总统，於2001至2006年及2011至2018年擔任聖保羅州州長。